# تفسیر شریف لاهیجی
تفسیر شریف لاهیجی یا به اختصار تفسیر لاهیجی، کتابی است با موضوع تفسیر قرآن که در چهار جلد تدوین شده‌است. این کتاب اثر قطب‌الدین شریف لاهیجی است که در قرن ۱۱ قمری می‌زیسته.

## ویژگی‌ها
کتاب تفسیر شریف لاهیجی، با گرایش به عرفان‌شناختی قطب الدین شریف لاهیجی و سپس با اتکا به روایات نگارش یافته‌است. نویسنده نگارش این کتاب را ارائه تفسیری ساده و مورد اعتماد در مذهب امامیه می‌داند، وی قصد داشته تا ترجمه‌ای کاربردی را از قرآن ارائه کند. این تفسیر به زبان فارسی نوشته شده‌است و در زمره تفاسیر شیعه به زبان فارسی است. آنچه مشهور است، این کتاب در هندوستان نگارش یافته‌است.

## نشر
در سال ۱۳۴۰ این کتاب در آستان قدس رضوی به چاپ رسیده‌است. این کتاب در سال ۱۳۷۲ تجدید چاپ گردیده‌است. در سال ۱۳۹۰ نیز کتاب تفسیر شریف لاهیجی در هشت جلد توسط انتشارات ولایت منتشر شد.